# François de Halvyn
François de Hallwin, mort à l'abbaye du Gard le 18 juin 1538, est un prélat français du XVIe siècle, évêque d'Amiens.

## Biographie

### Début de carrière
Il est le fils de Louis de Halluin, chevalier seigneur de Piennes, gouverneur et lieutenant-général en Picardie, et de Jeanne de Ghistelle, dame d'EscIebecq.
François de Halvyn est d'abord clerc de l'église d'Amiens puis, notaire apostolique et abbé de l'abbaye du Gard.

### Évêque d'Amiens
En 1503 il est placé sur le siège d'Amiens. Il a successivement pour suffragants Nicolas de la Cousture et Nicolas Lagrené, évêques d'Ébron. D'Halluin participe en 1511, au concile de Pise, et en 1514, au cinquième concile du Latran. 
L'évêque a beaucoup de procès avec son chapitre, et il fulmine des censures et des excommunications contre les chanoines. Comme il a choisi sa sépulture dans la cathédrale d'Amiens, il y fait construire, malgré l'opposition du chapitre, un tombeau magnifique, à côté du grand autel, entre les piliers du sanctuaire.
La flèche de la croisée du transept de la cathédrale ayant été incendiée par la foudre en 1527, il donna 600 livres et le bois nécessaire pour sa reconstruction. Il consacra la nouvelle flèche en 1533.

### Une fin tragique
François de Halvyn fut blessé par un sanglier au cours d'une chasse dans les bois du Gard, transporté à l'abbaye du Gard, il y mourut des suites sa blessure, en juin 1538. Il fut inhumé dans le chœur de l'église abbatiale, sans épitaphe.